# Sebastian Brendel
Sebastian Brendel (Schwedt/Oder, 12 maart 1988) is een Duits kanovaarder. 
Brendel behaalde tijdens de Olympische Zomerspelen 2012 de gouden medaille bij de C-1 op de 1000 meter sprint. Vier jaar later prolongeerde hij deze medaille en won daarnaast met Jan Vandrey de C-2 over 1000 meter. 

## Belangrijkste resultaten

### Olympische Zomerspelen
| Editie | Plaats         | Resultaten              |
| ------ | -------------- | ----------------------- |
| 2012   | Londen         | C-1 1000m               |
| 2016   | Rio de Janeiro | C-1 1000m C-2 1000m     |
| 2020   | Tokio          | 10e C-1 1000m C-2 1000m |

### Wereldkampioenschappen sprint
In onderstaande tabel is een selectie van de beste resultaten van Brendel op de Wereldkampioenschappen sprint weergegeven. 
| Jaar | Plaats           | Resultaten                                             |
| ---- | ---------------- | ------------------------------------------------------ |
| 2007 | Duisburg         | C-4 500m                                               |
| 2009 | Dartmouth        | 4e C-1 500m · C-1 1000m · 4e C-1 4x200m Relay          |
| 2010 | Poznań           | C-1 1000m                                              |
| 2011 | Szeged           | C-1 4x200m Relay                                       |
| 2013 | Duisburg         | C-1 1000m · C-1 5000m · C-1 4x200m Relay               |
| 2014 | Moskou           | C-1 500m · C-1 1000m · C-1 5000m · 4e C-1 4x200m Relay |
| 2015 | Milaan           | C-1 1000m · C-1 5000m                                  |
| 2017 | Račice           | C-1 1000m · C-1 5000m · C-4 1000m                      |
| 2018 | Montemor-o-Velho | C-1 500m · C-1 1000m · C-1 5000m                       |
| 2019 | Szeged           | C-1 500 m · C-1 5000 m                                 |

1936: Francis Amyot ·
1948: Josef Holeček ·
1952: Josef Holeček ·
1956: Leon Rotman ·
1960: János Parti ·
1964: Jürgen Eschert ·
1968: Tibor Tatai ·
1972: Ivan Patzaichin ·
1976: Matija Ljubek ·
1980: Ljoebomir Ljoebenov ·
1984: Ulrich Eicke ·
1988: Ivans Klementjevs ·
1992: Nikolai Boechalov ·
1996: Martin Doktor ·
2000: Andreas Dittmer ·
2004: David Cal ·
2008: Attila Vajda ·
2012: Sebastian Brendel ·
2016: Sebastian Brendel ·
2020: Isaquias Queiroz ·
2024: Martin Fuksa
1936: Jan Brzák-Felix & Vladimír Syrovátka ·
1948: Jan Brzák-Felix & Bohumil Kudrna ·
1952: Finn Haunstoft & Bent Peder Rasch ·
1956: Alexe Dumitru & Simion Ismailciuc ·
1960: Leonid Geisjtor & Sergej Makarenko ·
1964: Andrei Chimitsj & Stepan Osjtsjepkov ·
1968: Serghei Covaliov & Ivan Patzaichin ·
1972: Vladislavas Česiūnas & Joeri Lobanov ·
1976: Sergej Petrenko & Aleksandr Vinogradov ·
1980: Ivan Patzaichin & Toma Simionov ·
1984: Ivan Patzaichin & Toma Simionov ·
1988: Nicolae Juravschi & Viktor Reneiski ·
1992: Ulrich Papke & Ingo Spelly ·
1996: Andreas Dittmer & Gunar Kirchbach ·
2000: Florin Popescu & Mitică Pricop ·
2004: Christian Gille & Tomasz Wylenzek ·
2008: Aliaksandr Bahdanovitsj & Andrei Bahdanovitsj ·
2012: Peter Kretschmer & Kurt Kuschela ·
2016: Sebastian Brendel & Jan Vandrey ·
2020: Fernando Jorge & Serguey Torres